# Bão Pongsona (2002)
Bão Pongsona (tên quốc tế: 0226, JTWC: 31W) là cơn bão cuối cùng trong mùa bão Tây Bắc Thái Bình Dương 2002, và là cơn bão mạnh thứ hai tại Hoa Kỳ xảy ra trong năm 2002, chỉ sau siêu bão Lili. Tên gọi "Pongsona" được lấy từ Bắc Triều Tiên cho danh sách cơn bão nhiệt đới Thái Bình Dương và là tên Hàn Quốc được lấy từ Phượng tiên hoa. Pongsona phát triển về khu vực thời tiết bị xáo trộn vào ngày mùng 2 tháng 12, và đều đặn mạnh dần lên thành bão vào ngày mùng 5. Ngày 8 tháng 12, nó đi qua Guam và quần đảo Bắc Mariana trong khi sức gió đã gần đạt mức đỉnh điểm là 175 km/h (110 mph 10 - phút). Cuối cùng, nó đổi hướng về phía đông bắc, suy yếu dần và trở thành áp thấp nhiệt đỡi vào ngày 11 tháng 12 năm 2002.

## Lịch sử khí tượng
Trong thời gian cuối tháng 11, một khu vực đối lưu lớn hình thành, cách Pohnpei khoảng 625 km (390 dặm) về phía Đông-Đông nam. Hình ảnh vệ tinh cho thấy chuyển động xoáy rộng trong bầu khí quyển. Nó đã phát triển hình thành những cơn mưa và dần dần mạnh lên. Ngày 2 tháng 12, 6 giờ sáng giờ địa phương, cơ quan Khí tượng Nhật Bản (JMA) phân loại hệ thống như một áp thấp nhiệt đới nằm cách 735 km (450 mi) về phía Đông-Đông bắc Pohnpei. Một thời gian ngắn sau đó, Trung tâm Cảnh báo Bão Liên hợp (JTWC) đã đưa ra ra cảnh báo về việc hình thành một cơn bão nhiệt đới. Pongsona di chuyển về phía Tây-tây bắc, và sang tới ngày 3 tháng 12 thì JTWC phân loại nó là một cơn bão nhiệt đới.

## Những thiệt hại
Bão Pongsona gây ra những cơn gió giật tới 278 km/h (173 mph/1 phút), khiến toàn bộ đảo Guam mất điện và phá hủy khoảng 1.300 ngôi nhà. Với tiêu chuẩn xây dựng tốt của những ngôi nhà và kinh nghiệm từ việc ứng phó nhiều cơn bão trước đó, không có trường hợp tử vong có liên quan trực tiếp đến bão Pongsona, mặc dù đã có một vài người đã thiệt mạng gián tiếp từ những mảnh thủy tinh vỡ. Thiệt hại trên đảo ước tính là hơn 700 triệu USD (vào năm 2002, tương đương 909 USD 2013), khiến cho bão Pongsona là một trong những cơn bão gây thiệt hại nặng nề nhất trên đảo. Cơn bão cũng gây thiệt hại nặng trên đảo Rota và các nơi khác trong Quần đảo Bắc Mariana.